# You Jia
You Jia  (chinesisch 尤佳, Pinyin Yóu Jiā; * 24. November 1987) ist eine ehemalige chinesische Fußballspielerin.

## Karriere

### Vereine
You spielte im Seniorinnenbereich zunächst für Shanghai Shenhua in der Chinese Women’s Super League, der höchsten Spielklasse im chinesischen Frauenfußball, an- und abschließend für den Ligakonkurrenten Dalian Shide.

### Nationalmannschaft
Als Nationalspielerin für den CFA kam You in der U20-Nationalmannschaft bei der vom 17. August bis zum 3. September 2006 in Russland ausgetragenen und altersbezogenen Weltmeisterschaft im ersten und dritten Spiel der Gruppe B und im anschließenden Viertelfinale zum Einsatz, in dem ihr beim 4:0-Sieg über die U20-Nationalmannschaft Russlands der Treffer zum Endstand in der 60. Minute gelang. Für die Mannschaft spielte sie auch im Moskauer Finale bei der 0:5-Niederlage gegen die U20-Nationalmannschaft Nordkoreas.
Ihr Debüt in der A-Nationalmannschaft gab sie am 10. Dezember 2009 beim 3:0-Sieg im Freundschaftsspiel gegen die Nationalmannschaft Mexikos in São Paulo. Zwei weitere von insgesamt zwölf in Freundschaft ausgetragenen Länderspielen folgten am 17. und 21. Dezember 2009.
Im Spieljahr 2010 bestritt sie zwölf Länderspiele, von denen die ersten beiden am 6. und 10. Februar in der Endrunde der Ostasienmeisterschaft den Anfang machten. Anschließend nahm sie mit ihrer Mannschaft am Turnier um den Algarve-Cup teil, in dem sie in allen vier Spielen eingesetzt wurde. Nicht so bei der Asienmeisterschaft im Mai desselben Jahres; sie wurde im ersten und dritten Spiel der Gruppe B berücksichtigt. Im Spiel um Platz 3 war ihre Mannschaft der Nationalmannschaft Japans mit 0:2 unterlegen, nachdem sie im Halbfinale gegen die Nationalmannschaft Nordkoreas sich erst mit 0:1 in der Verlängerung geschlagen geben musste. Drei weitere Freundschaftsspiele im Oktober beendeten das Spieljahr 2010.
Im Spieljahr 2011 war sie in 17 Länderspielen gefragt. In dem im eigenen Land ausgetragenen Vier-Nationen-Turnier bestritt sie alle drei Spiele und erzielte im ersten und dritten Spiel am 21. und 23. Januar bei der 2:3-Niederlage gegen die Nationalmannschaft Kanadas und beim 2:1-Sieg über die Nationalmannschaft Schwedens jeweils ein Tor und damit ihre ersten beiden von insgesamt sechs überhaupt. Es folgten erneut vier Einsätze im Turnier um den Algarve-Cup, in denen ihr im Spiel um Platz 7 beim 2:1-Sieg über die Nationalmannschaft Wales’ mit dem Treffer zur 1:0-Führung in der dritten Minute ebenfalls ein Tor gelang. Drei weitere folgten, davon zwei in fünf anschließenden Freundschaftsspielen (1:0 vs. Neuseeland am 20. Mai, 2:2 vs. Russland am 26. Juli) sowie eins am 5. September beim 2:0-Sieg über die Nationalmannschaft Vietnams im dritten von fünf Qualifikationsspielen im Hinblick auf die Teilnahme am Olympischen Fußballturnier 2012.
Im Spieljahr 2012 bestritt sie alle drei Spiele im Vier-Nationen-Turnier, drei im  Turnier um den Algarve-Cup (2. und 3. Spiel Gruppe A und das Spiel um Platz 9) und eins (das erste) in der Zweiten Qualifikationsrunde für die Endrunde der Ostasienmeisterschaft 2013. In dieser bestritt sie am 24. und 27. Juli ihre letzten beiden Länderspiele.

## Erfolge
- Zweiter Vier-Nationen-Turnier 2012
- Vierter Asienmeisterschaft 2010
- Vierter Algarve-Cup 2010
- Zweiter Ostasienmeisterschaft 2010
- U20-WM-Finalist 2006